# 范西塔特島 (努納武特)

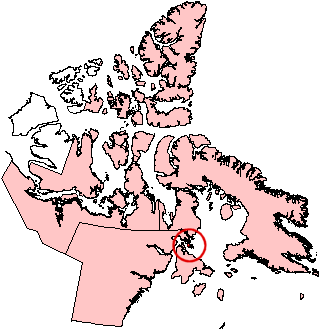

65°50′N 84°00′W / 65.833°N 84.000°W
范西塔特島（英語：Vansittart Island）是加拿大的島嶼，位於福克斯灣，屬於北極群島的一部分，由基瓦里奇地區負責管轄，長75公里，面積997平方公里，最高點海拔高度255米，島上無人居住。